# Puig de Guardiola (Palafrugell)
El puig de la Guardiola és una muntanya de 98 metres que es troba darrere el barri de Sant Roc de Calella de Palafrugell, al paratge de les Artigues, al municipi de Palafrugell (Baix Empordà). Sembla que servia com a punt de vigilància.